# Аллахвердиев, Тофик Али-Гейдар оглы
Тофик Али-Гейдар оглы Аллахвердиев (азерб. Tofiq Əliheydər oğlu Allahverdiyev; 18 февраля 1917, Баку — 9 июня 1987, Баку) — советский хозяйственный, государственный и политический деятель. Депутат Верховного Совета СССР III, V созывов.

## Биография
Родился 18 февраля 1917 года в Баку в семье врача. Член ВКП(б) с 1939 года.
С 1933 года — на хозяйственной, общественной и политической работе. В 1933—1982 годах — слесарь, секретарь Бакинского горкома комсомола, ЦК ЛКСМ Азербайджанской ССР. Участник Великой Отечественной войны. Секретарь ЦК КП Азербайджана. Помощник дипломата, заместитель секретаря, начальник отдела Центрального комитета Коммунистической партии Азербайджана. Секретарь Гянджинского обкома партии. Начальник нефтепромысла. Первый секретарь Бакинского городского комитета партии.
Доцент Института нефти и химии им. М. Азизбекова. Председатель Комитета государственного технического профессионального образования Совета Министров Азербайджанской ССР.
Избирался депутатом Верховного Совета СССР 3-го и 5-го созывов. Избран в Совет Национальностей Верховного Совета СССР 5-го созыва от Бакинского — Октябрьского избирательного округа № 151 Азербайджанской ССР. Член Бюджетной комиссии Совета Союза.